# Diritti LGBT ad Antigua e Barbuda

Antigua e Barbuda

Leggi relative alle persone omosessuali nelle Piccole Antille.

Le persone lesbiche, gay, bisessuali e transgender (LGBT) ad Antigua e Barbuda affrontano sfide legali non affrontate da cittadini non LGBT. Il codice penale ha legalizzato gli atti sessuali tra persone dello stesso sesso il 6 luglio 2022, punendoli fino ad allora con una pena fino a 15 anni di carcere, anche se la legge non venne mai pienamente applicata.
Il paese, inoltre, non affronta la discriminazione o le molestie a causa dell'orientamento sessuale o dell'identità di genere, né riconosce le unioni tra persone dello stesso sesso in qualsiasi forma, che si tratti di matrimonio o unione civile.
Le famiglie composte da coppie dello stesso sesso non hanno diritto a nessuno dei stessi diritti concessi alle coppie sposate di sesso opposto.
Assalti violenti contro le persone LGBT, come avviene in Jamaica o nelle Bahamas, non sono conosciuti.

## Legalità dell'attività sessuale tra persone dello stesso sesso
Il 6 luglio 2022 l"Alta Corte di Giustizia di Antigua e Barbuda ha dichiarato incostituzionali le leggi che criminalizzavano l’omosessualità. La sentenza ha valore immediato.
Fin ad allora le sezioni 12 e 15 del "Sexual Offences Act" (legge sui reati sessuali) del 1995 riguardavano gli atti sessuali tra persone dello stesso sesso.
I "recidivi" del reato di sodomia (buggery) venivano anche inseriti nel registro dei molestatori sessuali per il resto della loro vita.
Nel maggio 2016, durante la Revisione periodica universale del Consiglio dei diritti umani delle Nazioni Unite, rappresentanti di Argentina, Australia, Francia, Germania, Paesi Bassi e Nicaragua hanno consigliato al governo di abrogare il reato di sodomia e di garantire i diritti umani a gruppi vulnerabili come la Comunità LGBT.
Il ministro della Trasformazione sociale, Samantha Marshall, ha successivamente annunciato che il divieto di sodomia è antiquato e dovrebbe essere abrogato. Il segretario parlamentare del Ministero degli affari legali Maureen Payne-Hyman ha assicurato al Consiglio che la comunità LGBT non è perseguitata nel paese.
Il 24 agosto 2016, il governo di Antigua e Barbuda ha annunciato di non avere intenzione di abrogare il divieto di sodomia del paese. L'annuncio è arrivato dopo che la Corte suprema del Belize ha dichiarato incostituzionale il divieto di sodomia nel Paese.
Tuttavia, ha riconosciuto che, poiché Belize ed Antigua e Barbuda hanno una giurisprudenza identica, se un gruppo di interesse dovesse intentare una causa contro la legge in tribunale, la stessa sarebbe sicuramente dichiarata incostituzionale.
Il 1º novembre 2019, l'Alleanza dei Caraibi orientali per la diversità e l'uguaglianza ha annunciato l'intenzione di lanciare una battaglia legale contro il divieto entro la fine del 2019.

## Tabella riassuntiva
| Attività sessuale tra persone dello stesso sesso legale                                                  | (dal 2022) |
| Pari età del consenso                                                                                    | No         |
| Leggi antidiscriminazione solo in ambito lavorativo                                                      | No         |
| Leggi antidiscriminazione nella fornitura di beni e servizi                                              | No         |
| Leggi antidiscriminazione in tutte le altre aree (incl. Discriminazione indiretta, incitamento all'odio) | No         |
| Matrimoni omosessuali                                                                                    | No         |
| Riconoscimento delle coppie dello stesso sesso                                                           | No         |
| Adozione del figliastro da parte di coppie dello stesso sesso                                            | No         |
| Adozione congiunta da parte di coppie dello stesso sesso                                                 | No         |
| Le persone LGBT possono servire apertamente nell'esercito                                                | No         |
| Diritto a cambiare il genere legale                                                                      | No         |
| Accesso alla fecondazione in vitro per le lesbiche                                                       | No         |
| Maternità surrogata commerciale per coppie gay maschi                                                    | No         |
| Gli uomini che hanno rapporti sessuali con altri uomini possono donare sangue                            | No         |